# البير (صنعاء)

تعديل مصدري - تعديل

البير هي إحدى قرى الجمهورية اليمنية. وهي تتبع جغرافيًا لمحافظة صنعاء. وإداريًا لمديرية بلاد الروس. يبلغ تعداد سكانها 1736 نسمة حسب الإحصاء الذي جرى عام 2004.